# Лавтручей
Лавтручей — ручей в России, протекает по территории Идельского сельского поселения Сегежского района и Сумпосадского сельского поселения Беломорского района Карелии. Длина ручья — 16 км.
Ручей берёт начало из Лавтозера на высоте 173,2 над уровнем моря.
Течёт преимущественно в юго-восточном направлении по заболоченной местности. На своём пути протекает через озёра: Метчозеро, Галбозеро, Курганец, Егозеро Глубокое, Егозеро Мелкое.
Ручей в общей сложности имеет 8 притоков суммарной длиной 14 км.
Втекает в реку Луду, впадающую в Корбозеро, через которое протекает река Сума. Сума впадает в Онежскую губу Белого моря (Поморский берег).
Код объекта в государственном водном реестре — 02020001412202000007126.